# Xwarenah

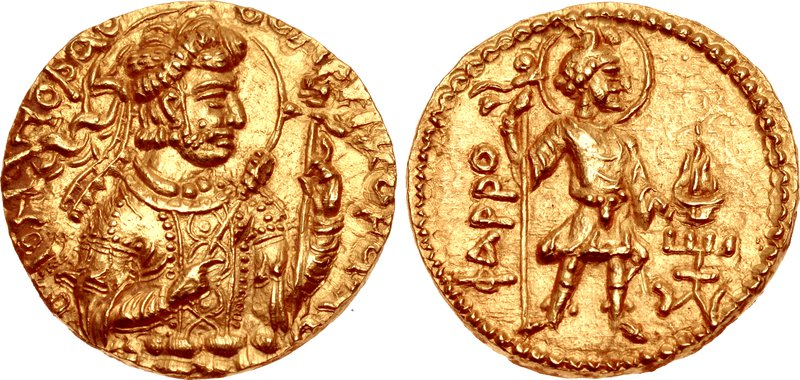
Münze des Huvischka, König von Kuschana mit dem baktrischen pharro auf der Rückseite

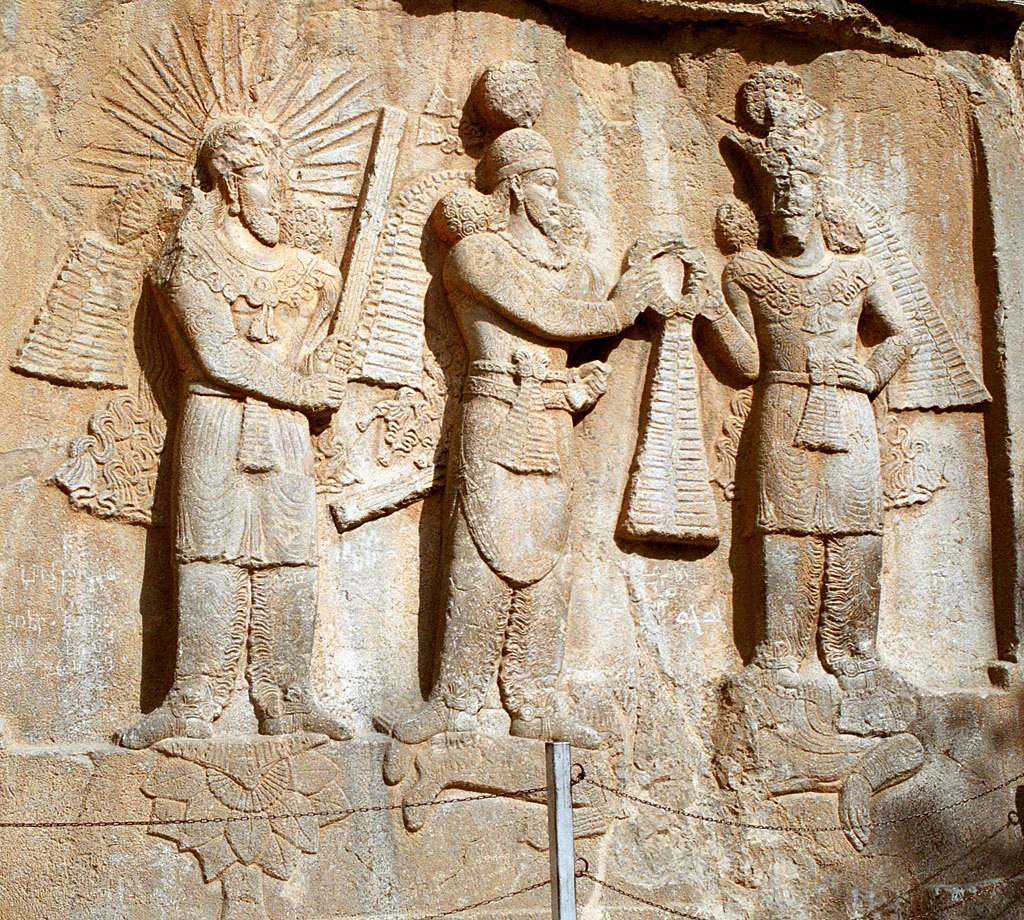
Mithra mit dem Strahlenkranz, der Xwarenah ausdrücken könnte. Relief von Taq-e Bostan

Xwarenah (avestisch xᵛarənah- (Neutrum), Pahlavi xwarrah, neupersisch farr(ah)) ist ein bedeutender Begriff der iranischen Geistesgeschichte und war das wichtigste religiöse Konzept für die Legitimation politischer Macht. Xwarenah ist ausführlich im Zamyād-Yašt des jüngeren Avestas beschrieben und tritt später in vielen iranischen Dialekten in veränderter Form und Bedeutung auf.

## Etymologie
In den mittelpersischen und neuiranischen Sprachen bedeutet der Begriff Glück, Ansehen, Herrlichkeit. Die genaue Bezeichnung für den altiranischen Begriff ist dagegen schwierig, da im Speziellen im Avesta xᵛarənah- in vielfältiger Art und Weise verwendet wird, die Etymologie umstritten und es in den indogermanischen Sprachen und im Besonderen in der vedischen Sprache keine Entsprechung gibt. Johannes Hertel fasst es 1931 als Teil des Himmelfeuers auf und Harold Walter Bailey 1943 als Bezeichnung für materiellen Reichtum. Jacques Duchesne-Guillemin sieht xᵛarənah- 1963 als eine feurige Ausstrahlung, einen Lebenskraft spendenden Samen, der der Sonne entstamme. Diese feurige Ausstrahlung sei beim Menschen im Kopf angesiedelt, der Strahlen aussende. Der Strahlenkranz sei bereits in der altiranischen Vorstellung vorhanden gewesen. Almut Hintze bezeichnet es 1994 mit Glücksglanz, wie bereits Herman Lommel 1927 vor ihr.
Es existieren verschiedene Theorien, um den Ursprung von Xwarenah zu erklären. In den altavestischen Texten kommt das Wort ein einziges Mal vor. Das altavestische Wort xᵛarənah- ist ein Namenwort mit neutralem Geschlecht. Der Plural lautet xᵛarənā. Traditionell wurde Xwarenah mit dem avestischen huuar-, vedisch svàr-, etwas Strahlendes, Glänzendes, verbunden. Die metrische Einsilbigkeit des Wortes xᵛa- gegenüber dem zweisilbigen avestischen huuar- und dem vedischen svàr- verhindert aber nach der indogermanischen Laryngaltheorie eine etymologische Verbindung. Da keine Ableitungen möglich sind, kann man Xwarenah nach der Meinung von Jean Kellens und Eric Pirart nicht übersetzen.
Ein anderer Ansatz führt Xwarenah auf eine uriranische Verbalwurzel *huar zurück. Aus semantischen Gründen wäre eine Verbindung zum indogermanischen *suel-, schwelen, ohne Flammen brennen, möglich, das sich in indogermanischen Sprachen wie zum Beispiel in der griechischen Sprache als εἵlη, Sonnenwärme, in der germanischen Sprache als swelan, verbrennen, sich entzünden, und in der baltischen Sprache als svilù, sengen, erhalten hat. Die Verbindung zum indogermanischen *suel- würde Xwarenah eine Bedeutungskomponente von Wärme und Licht beilegen. Dieser Ansatz würde den Beschreibungen aus den Textstellen entgegenkommen, da eine charakteristische Eigenschaft von Xwarenah seine Sichtbarkeit ist. Almut Hintze schreibt dazu: „Der Versuch, diesen - spezifisch iranischen - Begriff angemessen zu übersetzen, stößt an die Grenzen des Möglichen. Für diesen Begriff, den zu umschreiben es so vieler Worte bedarf, gibt es kein Äquivalent in einer anderen Sprache. Eine Wiedergabe muss deshalb eine ‚Notlösung‘ sein“.
Das initiale xᵛ- von Xwarenah ist nur vom Avesta und Palahvi überliefert. Alle anderen iranischen Dialekte verwenden f-. Der Bruch mit den Lautgesetzen der altpersischen Sprache wird mit einer gemeinhin als medisch angesehenen Form farnah- erklärt, die sich über die Herrschaftsbereiche der Achämeniden etabliert habe. Die Form farnah- ist in mehreren altpersischen Namen wie zum Beispiel Vindafarnah auf der Inschrift DB aus Behistun in der Bedeutung derjenige, der farnah findet vertreten. Die Form wurde im mittelpersischen zu farr/farrah. Es sind das Parthische frh, das Sogdische farn, das Baktrische far(r)o und das Sakische phārra überliefert.
Das altpersische farnah- findet sich in Eigennamen in der akkadischen, elamischen und griechischen Tradition.